# Glenlee (Schiff)

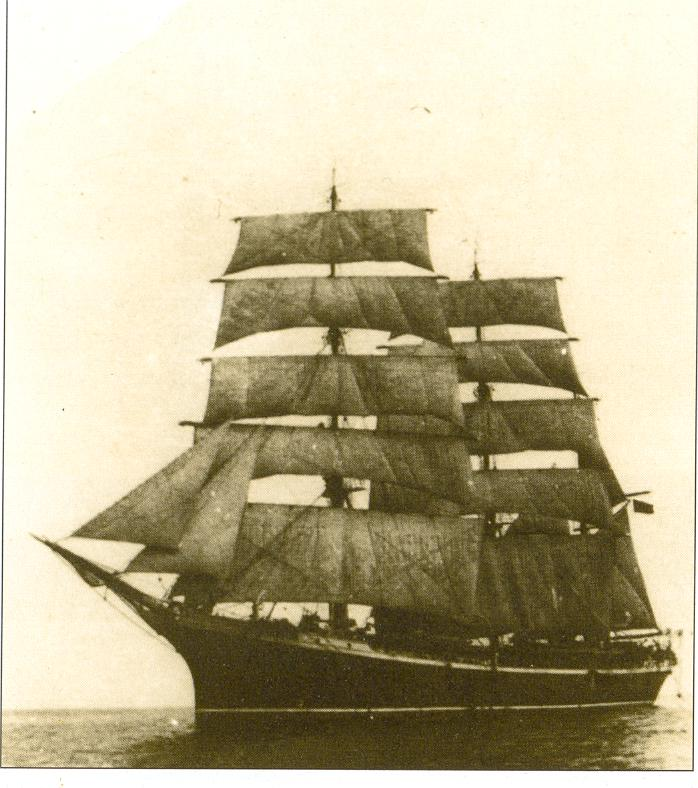
Als Galatea nach ihrer Überführung vor dem Hafen von Cartagena 1922

Die Glenlee, die in ihrer Geschichte auch die Namen Clarastella und Galatea trug, ist eine im Jahre 1896 für die Glen-Linie der Reederei Archibald Sterling & Company, Glasgow (Schottland), gebaute stählerne Bark. Heute liegt sie, nach früheren Umbauten und schweren Beschädigungen völlig im ursprünglichen Zustand wiederaufgebaut, als Museumsschiff und Attraktion am Yorkhill Kai in Glasgow und ist dort nach ihrer Restaurierung als „The Tall Ship at Glasgow Harbour“ („Der Großsegler im Glasgower Hafen“) bekannt.

## Beschreibung
Der stählerne Windjammer, benannt nach dem Tal Glenlee nordwestlich des Loch Lee in Angus, Schottland, wurde als Glattdecker mit Poop und Back aus vernieteten Planken auf Stahlrahmen und -spanten konstruiert und führte ein seiner Zeit aus Kostengründen bevorzugtes Jubiläumsrigg mit doppelten Mars- und Bramrahen, aber ohne Royalrahen, den Besanmast mit Stenge und einer Gaffel, der Bugspriet als Pfahlbugspriet ohne Stampfstock und ohne aufgelegtem Klüverbaum. Das gesamte Rigg war für Reisen um Kap Hoorn besonders verstärkt ausgeführt, alle Wasserstage am Bug waren Stahlketten. Die Bark war 1.613 BRT und 1.490 NRT groß  und konnte bis 1.500 tn.l. [1 tn.l. (britische Tonne) = 1,01605 t (metrische Tonne)] Fracht fahren.
Der Rumpf war dunkelgrau gestrichen und – ähnlich den Schiffen des französischen Großreeders Antoine-Dominique Bordes – mit einem weiß-schwarzen Pfortenband versehen. Zwei Deckhäuser zwischen den Masten und die zwei großen Ladeluken beherrschten neben den drei Masten das Hauptdeck, das mit Opepe-Hartholz (Nauclea diderrichii) belegt war. Die Dächer des größeren, vorderen Deckhauses und des kleineren Mittschiffsdeckhauses fungierten zusätzlich als Halterung der vier Rettungsboote. Ein weiteres großes, aus Holz gezimmertes achteres Deckhaus befand sich auf dem Poopdeck vor der Ruderanlage. Es beherbergte die Kapitäns- und Offiziersunterkunft, Messe und Kartenhaus.
Nach Verkauf an „Islamount Sailing Ship Co. (Robert Ferguson & Co.)“ erhielt das Schiff einen weißen Rumpfanstrich, den es bis zur Restaurierung ab 1993 behielt. Unter dem italienischen Reeder wurden zwei Dieselmotoren mit zwei Propellern eingebaut, während ihrer Zeit unter der spanischen Flagge als Segelschulschiff kam eine das Poopdeck quer überspannende Laufbrücke hinzu, ein beweglicher Klüverbaum mit seitlichen Klüvergeienauslegern zum Spreizen des Winkels der seitlichen Klüvergeien („Pardunen“ des Klüverbaums) wurde auf den Pfahlbugspriet aufgebracht und mit Zurringen (Spannverschnürung) befestigt, dazu Kojen für 300 Kadetten in die Frachträume installiert. Viel Eisenballast wurde in die Rahmenbuchten des Schiffskörpers fest eingebaut.
Heute ist das Schiff wieder in den ursprünglichen Farben grau mit rotem Unterwasserschiff und Pfortenband versehen, das original Kap-Hoorner-Rigg ist wieder unter Verwendung der Originalmasten und Rahen aufgetakelt, alle Bauten auf und unter Deck entsprechen dem Erscheinungsbild, die das Schiff 1896 ursprünglich besaß.

## Geschichte
Die Bark lief am 3. Dezember 1896 morgens um 10:00 Uhr für die Glen-Linie der Reederei Archibald Sterling & Company, Glasgow, als eine von 10 baugleichen Barken mit einem Glen-Namen auf der Schiffswerft von Anderson Rodger & Company im schottischen Hafen Glasgow voll aufgeriggt und seefähig vom Stapel. Die Bark hatte eine sehr wechselvolle Schiffsgeschichte und sechs Eigner. Sie führte die britische Registriernummer 102574 und das Unterscheidungssignal „P M V L“.
Bereits am 13. Dezember verließ die Glenlee Glasgow in Ballast mit Kurs Liverpool, um eine Ladung gemischter Fracht aufzunehmen und sollte erst zu ihrer Restaurierung 1993 nach 97 Jahren wiederkehren. Ihre Jungfernfahrt führte sie via Kap Hoorn nach Portland (Oregon). Bis 1898 verblieb sie bei der Glasgower Reederei, kam dann nach Dundee zur „Islamount Sailing Ship Company (Robert Ferguson & Company)“ und wurde in Islamount umbenannt. Nach sieben Jahren wechselte sie nochmals den Besitzer zur Flint Castle Shipping Company (Richard Thomas & Company) in Liverpool. Diese Reederei war eine so genannte „Ein-Schiff-Gesellschaft“, die zu der Zeit nur aus der Islamount ex Glenlee bestand. Ursprünglich war eine Umbenennung in Flint Castle geplant, doch behielt das Schiff seinen Namen und kam 1918 kurzfristig zum Shipping Controller nach London, bereedert durch John Stewart & Company Unter ihren britischen Eignern war das Schiff weltweit unterwegs, absolvierte vier Weltreisen und 15 Kap-Hoorn-Umrundungen. Im Folgejahr 1919 machte sie unter der britischen Handelsflagge ihre letzte Reise von Java nach Cette mit einer Zuckerfracht.
Das Schiff wurde nach 23 Jahren Dienst für britische Eigner an die italienische „Società Italiana di Navigazione ‚Stella d’Italia‘“ (Italienische Seefahrtgesellschaft „Stern von Italien“) in Mailand verkauft. Heimathafen war nun Genua, wo sie modernisiert und in Clarastella („Heller Stern“) umbenannt wurde. 1922 wurde sie zum Auxiliarsegler und erhielt zwei Dieselmotoren mit zwei Propellern.
Bereits am 29. März 1922 wechselte sie in ihrer Handelskarriere das letzte Mal den Eigner und kam zur spanischen Marine als Segelschulschiff. Sie erhielt den neuen Namen Galatea nach der Nereide Galatea, wurde in Monfalcone (Triest) auf der bekannten Werft von „Cantiere Navale Triestino“ („Trienter Schiffswerft“) generalüberholt. Sie war nun an der Marinebasis „A Graña“ (gal. Schreibweise, span. „La Graña“) im galicischen (Nordwestspanien) Ferrol stationiert, der Geburtsstadt Francisco Francos. Ab 1927 wurde sie zur Ausbildung von Seeunteroffizieren und für gesonderte Trainingsprogramme eingesetzt. In dieser Zeit lief sie nach einem schweren Sturm im Oktober 1946 unter Verlust fast des gesamten Riggs in Santa Cruz de Tenerife, Teneriffa, ein.
Im November 1969 wurde sie nach ihrer letzten Reise in Ferrol aufgelegt und als stationäres Schulschiff benutzt. Im Trockendock entfernte man 1981 Rahen und Masten, der Rumpf erhielt eine neue Unterwasserschiffsbeplankung. Danach wurde die Bark nach Sevilla verholte, um dort als schwimmendes Museumsschiff zu dienen, und geriet in Vergessenheit. Vandalismus einschließlich Versenken des Schiffes am Liegeplatz durch Ausbauen des Bodenventils brachte das Schiff in einen desolaten Zustand.
1990 wurde das durch die spanische Marine wieder gehobene Schiff von einem schottischen Schiffbauer (Sir John Brown, 1901–2000) entdeckt und am 31. März 1992 (30. Juni) in einer Auktion vom „Clyde Maritime Trust“ vor der Abwrackwerft gerettet und für ESP 5.000.000 (£ 40.000) erworben, für dessen Aufbringung er nur 10 Tage Zeit hatte. Weitere £ 30.000 wurden für das erforderliche Schleppzertifikats aufgebracht, um den Rumpf seerechtsgemäß die 1.380 Seemeilen zurück an den Clyde zu schleppen. Dazu mussten alle Decköffnungen geschlossen und verschalkt (wasserdicht verschlossen) und unter anderem die von der spanischen Marine eingebaute Poopbrücke und der zusätzlich angebrachte Klüverbaum entfernt werden.
Der Rumpf wurde vom 1. bis 9. Juni 1993 zunächst nach Greenock ins Trockendock gebracht, um Arbeiten am Unterwasserschiff durchzuführen (Entfernung der nicht mehr benötigten Propeller und Schließen der verbleibenden Öffnungen, Überprüfung der Stahlplanken, vorläufiger schwarzer Neuanstrich). Nach erfolgten Vorarbeiten wurde das Schiff nach Glasgow geschleppt und am Yorkhill Kai vertäut. Die Bark sah zum ersten Mal seit ihrem Stapellauf vor knapp hundert Jahren ihren alten Heimathafen wieder, da sie seiner Zeit nie nach Glasgow beordert worden war. Die demontierten und in Ferrol lagernden Masten wurden 1997 aus Spanien zurückerworben, nachdem man dort erkannte, dass die Schotten mit dem Wiederaufbau des Schiffs Ernst machten. 1998 wurde das inzwischen 102 Jahre alte Schiff wieder unter Wiedereinbau der überholten und nachgeschweißten Masten und Rahen original aufgeriggt, was durch gut erhaltene Photos aus ihrer Anfangszeit wesentlich unterstützt wurde, neue Deckhäuser nach Originalplänen wurden eingebaut, nachdem die später eingebauten entfernt worden waren. Es war eine der größten Wiederaufbaumaßnahmen eines Seglers weltweit. Bei all den Arbeiten wurden die Schotten von den Spezialisten der anderen in Amerika restaurierten Clydeschiffe (Balclutha, Falls of Clyde, Moshulu) unterstützt. Große Geldmittel mussten dazu vom „Clyde Maritime Trust“ aufgebracht werden, um das Schiff über sechs Jahre (1993–1999) mit einer Freiwilligenmannschaft wieder in seine ursprüngliche Größe und Schönheit zurückzuversetzen. Dazu erhielt sie auch ihre wundervolle Galionsfigur – 2000 neu geschnitzt – zurück, eine blonde Schönheit in rotem Bolero, weißem Gewand und blauem Schal – den Flaggenfarben ihres ersten Reeders, Archibald Sterling & Co. Ltd. Die Originalfigur soll in den 1920er Jahren auf See verloren gegangen sein, anderen Quellen zufolge ist sie in Spanien verblieben.
Die Restaurierung der Glenlee wurde durch Lotterien und Fonds („National Heritage Lottery Fund“, „European Regional Development Fund“), sowie den „Glasgow City Council“ und „Scottish Enterprise Glasgow“ ermöglicht, nicht zu vergessen private Geldgeber (bis 1996 etwa £ 2.730.000). 1999 konnte die neu entstandene Glenlee als Museumsschiff eröffnet werden.
Die Glenlee ist neben der Moshulu, der Pommern, dem Viermastvollschiff Falls of Clyde und der Balclutha der letzte von fünf erhaltenen Großseglern, die auf einer Clyde-Werft vom Stapel liefen.

## Schiffsdaten
- Konstruktion: Stahlrumpf als Glattdecker; Untermasten mit Mars- und Bramstenge, Besanmast mit Stenge und Gaffel, kein Stampfstock
- Rigg: reduziertes Barkrigg: doppelte Mars- und Bramrahen, keine Royalrahen (Jubiläumsrigg)
- Stapellauf: 3. Dezember 1896
- Jungfernfahrt: 13. Dezember 1896 nach Liverpool und Portland (Oregon) via Kap Hoorn
- Anzahl der Decks: zwei (als Galatea drei) durchgehende Stahldecks, dazu Poop und Back; oberste Decks mit Opepephartholz beplankt
- Mastfolge: Fockmast, Großmast und Besanmast
- Unterscheidungssignal: P M V L (1896)
- Bauwerft: Anderson Rodger & Company, Port Glasgow, Schottland; Baunummer: 324
- Reederei: Archibald Sterling & Company, Glasgow
- weitere Reedereien: Islamount Sailing Ship Company (Robert Ferguson & Company), Dundee; Flint Castle Ship Company (R. Thomas & Company), Liverpool; John Stewart & Company, London; Società di Navigazione „Stella d'Italia“ (Mailand), Genua; Spanische Marine (1922–1969/81), Ferrol, Sevilla
- Heimathafen: Glasgow (1896); Dundee (1898); Liverpool (1905); London (1918); Genua (1919); Ferrol (1922), Sevilla (1981); Glasgow (1993)
- weitere Namen: Islamount (1898), Clarastella (1919), Galatea (1922); Glenlee (1993)
- Galionsfigur: ja, blonde Frauengestalt in weißem Gewand, rotem Bolero, blauem Schal
- Länge über alles: 86 m (282 ft) (92 m (301,6 ft) als Galatea)
- Länge Galion-Heck (Rumpflänge): 74,83 m (245,5 ft)
- Länge auf Deck: 68 m (223.25' ft)
- Länge in der KWL (LWL): 63,7 m (209 ft)
- Länge zwischen den Loten (LzL, LPP): 61,3 m (201 ft)
- Breite: 11,43 m (37,5 ft)
- Raumtiefe: 6,86 m (22,5 ft)
- Seitenhöhe: 7,4 m (24,3 ft)
- Tiefgang: 6,2 m (20,3 ft)
- Vermessung: 1.613 BRT (Bruttoregistertonnen) / 1.490 NRT (Nettoregistertonnen)
- Verdrängung: 2.980 t (Schiffsmasse 1.450 t und Ladung)
- Ladekapazität/Tragfähigkeit: 1.530 ts (1 ton = 1,016 t)
- Segelfläche: 2.315 / 2.800,1 m² [(25.000 / 30.140 sq ft)] (21 Segel: 10 Rahsegel, 2 Besane, 4 Vor- und 5 Stagsegel)
- Masthöhe: 56 m Flaggenknopf – Kiel); 47 m (Flaggenknopf – Deck)
- Hilfsmaschine: nein; 1922 Einbau zweier Dieselmotoren, nach 1981 ausgebaut, Propeller 1993 entfernt.
- Baukosten: £ 24.000 (1896); Restorationskosten: über £ 3.000.000 (1993)
- Klassifikation: Lloyd’s +100A
- weitere Kapitäne: Richard Owens (1905–1917);
- Besatzung: 20 (Kapitän, 3 Offiziere, 16 Seeleute; als Segelschulschiff 307 (Kapitän, 3 Offiziere, 3 Vollmatrosen und 300 Kadetten)
- Höchstgeschwindigkeit: 15 kn
- Schwesterschiffe: 9 weitere, früher und später nach denselben Plänen gebaute Stahlbarken, ursprünglich mit einem Glen-Namen wie z. B. die Bark Heathfield (1894–1917)